# Uurainen
Uurainen (szw. Urais) – gmina w Finlandii, położona w centralnej części kraju, należąca do regionu Finlandia Środkowa.